# Horezon
Pour plus de détails, voir Fiche technique et Distribution.
Horezon est un film français réalisé par Pascale Bodet, sorti en 2006.

## Synopsis
Un jeune homme affirme qu'il ne comprend rien, ni à ce qu'il dit, ni à ce qu'il fait.

## Fiche technique
- Titre : Horezon
- Réalisation : Pascale Bodet
- Scénario : Pascale Bodet
- Photographie : Céline Bozon, Claire Mathon, Sébastien Buchmann
- Montage : Agnès Touzeau
- Son : Laurent Gabiot, Yves Zlotnicka et Sébastien Savine
- Musique : Dode's Ka-Den
- Production : Pascale Bodet
- Pays d'origine :  France
- Durée : 95 minutes
- Date de sortie :  France, 2006

## Distribution
- Christophe Degoutin
- Marc Barbé
- Lou Castel
- Béatrice Bruno
- Laurent Lacotte
- Emmanuel Levaufre
- Michel Delahaye
- Serge Bozon

## Sélections
- 2006 : Programmation ACID au Festival de Cannes